# Joan Jepkorir Aiyabei
Joan Jepkorir Aiyabei (Uasin Gishu, 17 mei 1979) is een Keniaans langeafstandloopster.

## Loopbaan
Tijdens de wereldkampioenschappen veldlopen (lange afstand) in 2003 finishte Aiyabei als twaalfde. Het Keniaans team, waarvan Aiyabei deel uitmaakte, won een zilveren medaille in de teamwedstrijd. Een jaar eerder, in 2002, werd ze zestiende bij de WK veldlopen. Dit was niet goed genoeg om met haar team een medaille te winnen.

## Persoonlijke records
Baan
| Onderdeel | Prestatie | Datum        | Plaats |
| --------- | --------- | ------------ | ------ |
| 3000 m    | 8.54,50   | 27 juli 2002 | Gdańsk |
| 5000 m    | 15.18,90  | 12 juli 2002 | Rome   |

Weg
| Onderdeel      | Prestatie | Datum            | Plaats    |
| -------------- | --------- | ---------------- | --------- |
| 10 km          | 31.59     | 28 november 2004 | Madrid    |
| halve marathon | 1:11.02   | 10 februari 2008 | Barcelona |
| marathon       | 2:39.47   | 12 mei 2013      | Mainz     |

## Palmares

### 5000 m
- 1996: 5e WK U20 - 15.58,15

### 10 km
- 2000:  São Silvestre Olivais - 33.26
- 2002:  Conseil Général in Marseille - 32.10
- 2004:  Santiago Bernabeu in Madrid - 33.03
- 2004:  Carrera de Canillejas Trofeo Jose Cano - 31.59
- 2006:  Nike Cursa de Bombers in Barcelona - 32.10
- 2007:  Oñatiko Herri Lasterketa in Oñate - 33.15
- 2007:  La Coruna - 33.32
- 2007:  Carrera Internacional del CSIC in Madrid - 32.56
- 2009:  Hilversum City Run - 34.00
- 2009:  Grand Berlin in Berlijn - 33.48
- 2009: 6e Stadsloop Appingedam - 34.47
- 2010:  Ulmer Stadtlauf - 34.30
- 2010: 4e Kö-Lauf in Düsseldorf - 33.56
- 2011: 4e Carrera Popular de Negreira - 36.26

### 15 km
- 2001: 5e Puy-en-Velay - 51.01
- 2005:  Gran Fondo Int’l de Siete Aguas - 54.05
- 2006:  Baringo in Kabarnet - 50.08
- 2010:  Kerzerslauf - 52.25,0

### 10 Eng. mijl
- 2016:  HealthPlus Crim Road Race - 55.37
- 2016:  Genworth Virginia - 56.47

### 20 km
- 2010: 4e Maroilles - 1:10.23

### halve marathon
- 2001:  Route du Vin - 1:12.31
- 2004:  halve marathon van Santa Cruz de Tenerife - 1:14.07
- 2005:  halve marathon van Valladolid - 1:11.37
- 2005:  Route du Vin - 1:12.36
- 2006:  halve marathon van Nice - 1:12.19
- 2006:  halve marathon van Albacete - 1:11.37
- 2006:  halve marathon van Pamplona - 1:12.29
- 2006:  halve marathon van Valencia - 1:12.49
- 2007:  halve marathon van Almeria - 1:14.01
- 2007:  halve marathon van Granollers - 1:12.01
- 2007: 5e halve marathon van Praag - 1:12.36
- 2007:  halve marathon van Albacete - 1:13.27
- 2007:  halve marathon van Valencia - 1:11.16
- 2007:  halve marathon van Cantalejo - 1:11.41
- 2007:  halve marathon van Santa Cruz de Tenerife - 1:13.06
- 2008:  halve marathon van Barcelona - 1:11.02
- 2008: 4e halve marathon van Gavá - 1:14.18
- 2008: 5e halve marathon van Parijs - 1:14.00
- 2008:  halve marathon van Ribarroja - 1:14.22
- 2008:  halve marathon van Alicante - 1:13.23
- 2009: 4e halve marathon van Zwolle - 1:14.34
- 2009:  Bredase Singelloop - 1:13.42
- 2010:  halve marathon van Kempten - 1:13.39
- 2010: 4e halve marathon van Klagenfurt - 1:17.36
- 2010:  halve marathon van Krems an der Donau - 1:12.47
- 2011:  halve marathon van Orihuela - 1:14.22
- 2011: 5e halve marathon van Ribarroja - 1:19.23
- 2011:  halve marathon van Torrevieja - 1:18.42
- 2011:  halve marathon van Palma de Mallorca - 1:14.26
- 2011:  halve marathon van Motril - 1:17.24
- 2011: 4e halve marathon van Valencia - 1:13.28
- 2012:  halve marathon van Vasco da Gama - 1:24.30
- 2014: 5e halve marathon van Keringet - 1:14.25
- 2016:  halve marathon van Parkersburg - 1:15.27
- 2016:  halve marathon van Waterloo - 1:13.10

### veldlopen
- 1996:  WK junioren in Stellenbosch - 13.35
- 2002:  Keniaanse kamp. in Nairobi - 27.23
- 2002: 16e WK in Dublin - 27.58
- 2002:  Keniaanse kamp. in Eldoret - 14.18,8
- 2003:  Keniaanse kamp. in Nairobi - 27.12
- 2003: 13e WK in Lausanne - 27.27